# 龙泉乡 (盐亭县)
龙泉乡，是中华人民共和国四川省绵阳市盐亭县曾经下辖的一个乡。2019年12月，撤销龙泉乡和高灯镇，设立西陵镇。

## 行政区划
龙泉乡撤销前下辖以下地区：
龙凤社区、金凤村、莲花村、棕青村、凤垭村、桥河村、双龙村、绿化村、四范村、店子垭村、杨桷村、香花村和芦花村。